# Anaplastologia

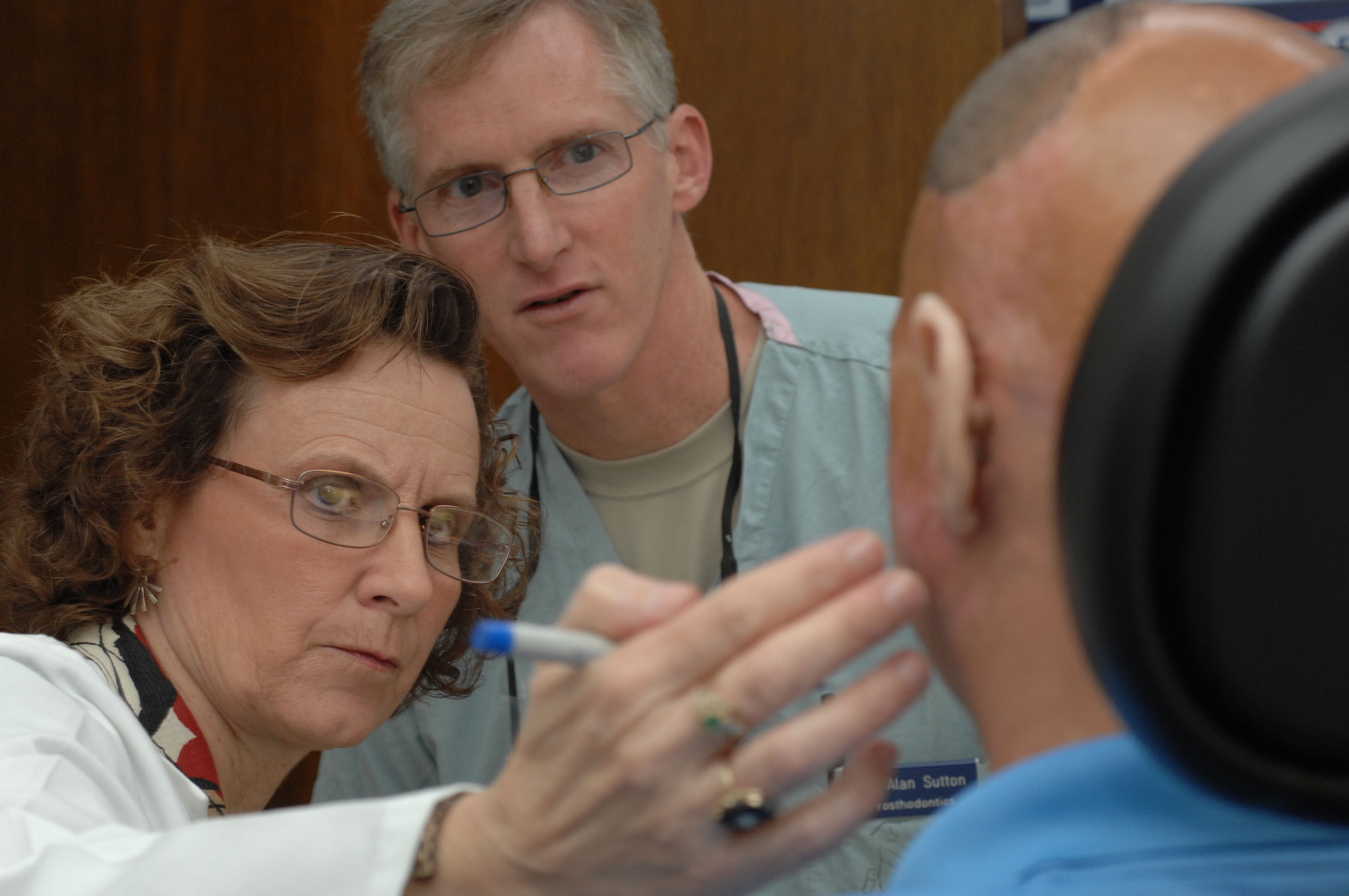
Un anaplastòleg adapta a un veterà de la guerra de l'Iraq unes pròtesis d'orella

L'anaplastologia (-del grec: ana = de nou + plastidis =-fet, format, modelat + logos = estudi') és una branca de la medicina que tracta sobre les pròtesi de rehabilitació de quelcom absent, desfigurat o mal format amb una localització anatòmicament crítica a la cara o a la resta del cos humà. El terme anaplastologia va ser encunyat per Walter G. Spohn i s'utilitza a tot el món.

## Descripció
Un anaplastòleg (també conegut com a tècnic en pròtesis i tecnòleg maxil·lofacial al Regne Unit) és un individu que té coneixements i habilitats per oferir el servei de personalitzar una pròtesi facial (craniofacial), ocular o somàtica. A llocs d'arreu del món on les pròtesis facials, oculars i somàtiques no estan disponibles, un dentista especialitzat en pròtesis maxil·lofacials (pròtesi), o un dentista o un oculista, també es pot denominar anaplastòleg. En llocs urbans o més desenvolupats, una persona que es coneix com a anaplastòleg és el que treballa únicament amb pròtesis facials, oculars o somàtiques. En aquest context, hi ha vegades que l'anaplastòleg col·labora amb ortodontistes i oculistes.
Els estudis d'un anaplastòleg estan formats per les arts i les ciències. S'estudien arts visuals: fotografia, il·lustració, escultura i pintura La biologia, les ciències del comportament, la ciència dels materials i la física són les ciències estudiades amb èmfasi en anatomia i fisiologia superficials dels éssers humans, ciència dels polímers, òptica, dermatologia, cirurgia oral i maxil·lofacial, otorrinolaringologia i oncologia.
La certificació en l'àmbit de l'anaplastologia la proporciona la Junta de Certificació en Anaplastologia Clínica (BCCA). Els professionals certificats pel BCCA es designen com a anaplastòlegs clínics certificats i mostren la seva credencial amb el títol de CCA.

## Història
En la batalla del Somme, es calcula que es van disparar 4.000.000 de trets, que van causar 20.000 ferits Les persones ferides que no van poder ser tractades amb cirurgia plàstica o amb tècniques de cirurgia reconstructiva disponibles en aquell moment se'ls va donar l'opció de portar peces personalitzades per restaurar l'aspecte natural de la seva cara. Aquestes peces van ser elaborades per escultors. Un escultor notable que va crear peces protètiques per a víctimes de la guerra va ser Anna Coleman Ladd, membre de la Creu Roja que va fer els motlles de les cares dels seus pacients i després, a mà, creà peces de coure galvanitzat, làmina d'estany i de cabell humà. perquè es poguessin dur amb comoditat. Les peces de Ladd es fixaven amb bandes al voltant del cap, que sovint estaven ocultes per falses ulleres.

### Als mitjans de comunicació
Al musical de 1986, The Phantom of the Opera, de Andrew Lloyd Weber, el personatge d'Erik porta una màscara facial per ocultar les seves deformitats facials.
A la pel·lícula de 2004, The Libertine, John Wilmot, segon comte de Rochester,amb l'actor nord-americà Johnny Depp, que porta una màscara facial per cobrir les nafres de la cara causades per la sífilis.
En el programa de televisió 2010 Boardwalk Empire, el personatge Richard Harrow porta una màscara de llauna amb ulleres per ocultar la desfiguració de la seva cara que va patir durant el seu servei com soldat a la Primera Guerra Mundial.